# 켈리 로완
켈리 로언(Kelly Rowan, 영어 발음: /ˈroʊən/, 1965년 6월 26일 ~ )은 캐나다의 배우, 전직 모델이다.

## 출연 작품

### 영화
- 게이트 (1987)
- 후크 (1991)
- Exclusive (1992)
- 광란의 표류 (1993, Adrift)
- 검은 여우 (1995, Black Fox)
- 캔디맨 2 (1995)
- 어쌔신 (1995)
- Mocking the Cosmos (1996) - 단편
- 파이널 컷 (1997)
- Rag And Bone (1997)
- 할리퀸 - 사랑의 에반젤린 (1998, Loving Evangeline)
- 쓰리 투 탱고 (1999)
- 도망자 3 (2001)
- Greenmail (2002)
- 크리스마스를 구한 사나이 (2002, The Man Who Saved Christmas)
- 잭 앤 질 Vs. 더 월드 (2008, Jack and Jill vs. the World)
- Cyberbully (2011)
- Rufus (2012)

### 텔레비전
- 댈러스 (1991)
- 제3의 눈 (1995)
- The O.C. (2003-07)
- 퍼셉션 (2012)